# Mokajoppa respinozai
Mokajoppa respinozai är en stekelart som först beskrevs av Ward och Ian D. Gauld 1987.  Mokajoppa respinozai ingår i släktet Mokajoppa och familjen brokparasitsteklar. Inga underarter finns listade i Catalogue of Life.